# Цвета Бингулац
Цвета Бингулац (Вуковар, 9. октобар 1874 — 21. јануар 1950, Београд) била је српска песникиња и учитељица (наставница и гувернанта). Поред поезије, њене области интересовања су биле новинарство, народни вез и сликање акварела. Била је председница Народне омладине и иницијаторка акције за колективно посећивање позоришта 1938. године.

## Живот и каријера
Рођена је 8. октобар 1874. године у занатлијској породици у Вуковару, у ком је завршила основну школу. Како је била талентована за сликарство, имала је намеру да се томе посвети, али по мајчиној жељи постала је учитељица. Повољна економска ситуација у породици омогућила јој је да настави школовање:
- 1898. године – У Новом Саду, где је завршила Вишу девојачку школу.
- 1902. године – У Сомбору и Загребу у коме је завршила школу за учитељице.

Учитељски рад отпочела је у српском девојачком интернату у Загребу. Потом је радила као учитељица у Срему (у Лаћарку, Малој Вашици, Сланкамену и Лазама).
Службу у Личком Петровом селу почела је 1908. године. Међутим, неповољна политичка ситуација у том месту утицала је на погоршање животних услова, па се Цвета Бингулац, лошег здравственог стања, преселила у Ердут.
Пред почетак Првог светског рата радила је у Приштини (1913) и Прилепу (1914). Када је почео Први светски рат, пријавила се да ради као болничарка и да помаже болеснима и рањенима. Потом је 1915. емигрирала је и настанила се у Ајачију на Корзици, где је живела до 1918. године.
По завршетку рата вратила се у Србију и наставила је службу у Прилепу.
Виши педагошки испит положила је у Београду, 1924. године, да би се већ наредне 1925. године – Преселила у Нови Сад, где је у женској грађевинској школи радила као наставница све до пензионисања, 1939. године.
Настанила се у Београду 1940. године – у ком је живела до краја живота. Није се удавала и није имала деце. Преминула је 21. јануара 1950. у српској престоници. Сахрањена је на Новом гробљу у Београду.

## Дело
Прве радове објављивала је у часописима у којима је била сарадница (Гусле (1893) и Мали журнал (1897)). Своју прву песму, „Гуслару“, у часопису Гусле, објавила је 1893. године. Своје радове никада није објављивала под псеудонимом — већ се потписивала именом.
Била је сарадница у следећим листовима и часописима: 
- Гуслама (1893),
- Малом журналу (1897),
- Бранковом колу (1901—1907, 1910, 1913—1914),
- Цариградском гласнику (1903),
- Штампи (1903),
- Женском свету (1913—1914).

Поред поезије, њене области интересовања било је новинарство, народни вез и сликање акварела. Била је председница Народне омладине и иницијаторка акције за колективно посећивање позоришта 1938. године.
Њена последња песма објављена је пред Први светски рат 1914. године. После 1918. године мање се бавила песништвом а више сликарством и народним везом.